# کلاودیو بورکارت
کلاودیو بورکارت (اسپانیایی: Claudia Burkart‎؛ زادهٔ ۲۲ فوریهٔ ۱۹۸۰) بازیکن هاکی روی چمن اهل آرژانتین است.